# Aeonium castello-paivae
Aeonium castello-paivae là một loài thực vật có hoa trong họ Crassulaceae. Loài này được Bolle miêu tả khoa học đầu tiên năm 1859.